# قانون النكبة
قانون النكبة هو قانون إسرائيلي وافق عليه الكنيست الإسرائيلي في 23 مارس 2011، وينص القانون على ان أي مؤسسة أو جمعية تقوم بفعاليات لإحياء ذكرى النكبة الفلسطينية بدلا من يوم الاستقلال الإسرائيلي يتم سحب تمويلها أو تقليص ميزانيتها بعد موافقة النائب العام ووزير المالية. ويمنع مشروع القانون إحياء ذكرى النكبة، وانّ كلّ فرد يخالف هذه المادة معرض للسجن لمدة سنة واحدة أو دفع غرامة قدرها 10,000 شيكل (~ 2500 $). ويرى الفلسطينيون أن مشروع القانون يفرض قيوداً على حرية الفلسطينيين في الرأي والتعبير، كما يحاول قمع الوعي الوطني والسرد التاريخي للبقية المتبقية من الشعب الفلسطيني في وطنه.

## خلفية
تم اقتراح قانون النكبة لأول مرة في عام 2008 من قبل أليكس ميلر. تمت الموافقة المبدئية على الاقتراح من قبل اللجنة الوزارية للتشريع في 24 مايو 2009. تم رفض الاقتراح وإرساله إلى لجنة الدستور والقانون والعدل لمراجعته.
صوت 37 عضوا في الكنيست لصالح قانون النكبة، وصوت 25 عضوا ضده، لكن 60 من أصل 120 عضوا في الكنيست لم يحضروا للتصويت، بمن فيهم رئيس الوزراء بنيامين نتنياهو.

## الأحكام
يخول القانون وزارة المالية بفرض عقوبات مالية على أي منظمة أو هيئة تحتفل بيوم الاستقلال الإسرائيلي باعتباره يوم حداد وتسحب تمويلها أو دعمها من الدولة.

## التأثيرات
في عام 2019، ألغت جامعة تل أبيب محاضرة لعوفر كسيف بدعوى انتهاك القانون.

### المعلومات الكاملة للمراجع
- Kapshuk، Yoav؛ Strömbom، Lisa (2021). "Israeli Pre-Transitional Justice and the Nakba Law". Israel Law Review. مطبعة جامعة كامبريدج: 1–19. DOI:10.1017/S0021223721000157.  تتضمن هذه المقالة نصًا from this source, which is متاحًا تحت رُخصة CC BY 4.0.
- Gutman، Yifat؛ Tirosh، Noam (2021). "Balancing Atrocities and Forced Forgetting: Memory Laws as a Means of Social Control in Israel". Law & Social Inquiry. مطبعة جامعة كامبريدج. ج. 46 ع. 3: 705–730. DOI:10.1017/lsi.2020.35. S2CID:234091285.  تتضمن هذه المقالة نصًا from this source, which is متاحًا تحت رُخصة CC BY 4.0.

## روابط خارجية
- قانون النكبة... محاولة إسرائيلية عنصرية فاشلة لمحو الذاكرة
- "قانون النكبة"... استهداف للذاكرة الفلسطينية